# Die Freundschaft
Die Freundschaft (en español: La Amistad) fue una revista gay alemana de la República de Weimar, publicada entre 1919 y 1933. Una de las más importantes del primer movimiento homosexual.

## Historia
La revista Die Freunschaft fue fundada por Karl Schultz el 13 de agosto de 1919. Su subtítulo fue de forma alternativa:
- Mitteilungsblatt des Klubs der Freunde y Freundinnen («Boletín de noticias del Club de amigos y amigas»);
- Monatsschrift für den Befreiungskampf andersverantlagter Männer und Frauen («Revista mensual para la lucha por la liberación de hombres y mujeres de talante diferente»).[1][2]

Se convirtió en la  primera publicación dedicada al público  gay que fue vendida de forma abierta en los quioscos de periódicos. Su editor fue Max Danielsen hasta  1922, cuándo fue reemplazado por Georg Plock. Rudolph Ihne también estuvo implicado en la supervisión de la publicación de la revista. En 1922 dos publicaciones rivales se fusionaron en Die Freundschaft: Freundschaft und Freiheit (Amistad y libertad) de Adolf Brand y Uranos de René Stelter.
Las oficinas de Die Freundschaft estaban en Berlín, en la calle  Baruther Straße Originalmente se publicaba  semanalmente, aunque posteriormente se hizo  mensual y luego semi-anual. A pesar de que cada número costaba 50 pfennigs, un precio relativamente caro, la revista se agotaba regularmente el primer día de publicación en todas las ciudades alemanas importantes.
Inicialmente la mayoría de los autores de Die Freundschaft escribían bajo seudónimos, pero después de un debate que concluyó que los seudónimos eran perjudiciales al movimiento de los derechos gais, la mayoría de los escritores comenzó a usar sus nombres auténticos. Los colaboradores escribían sobre la historia de la homosexualidad y luchaban por su descriminalización. En su mayoría se acercaban al tema de la homosexualidad y la diversidad de  género desde una perspectiva espiritual más que científica, reflexionando sobre cómo podían encajar estos temas en las religiones existentes. La revista promovía con fuerza la reencarnación y el karma. La publicación también incluía anuncios de contactos e ilustraciones  sexualmente  sugestivas.
En 1928 la revista se vio forzada a cambiar dramáticamente su formato para evitar censura. En 1933 las  autoridades nazis prohibieron la publicación de esta y otras revistas dedicadas al público homosexual.